# Gruta da Lancinha
A Gruta da Lancinha é uma caverna natural rochosa que está localizado no município de Rio Branco do Sul, no estado brasileiro do Paraná. A gruta esta dentro de uma propriedade particular e desde 2006, tornou-se uma área em proteção ambiental permanente depois da criação do "Monumento Natural da Gruta da Lancinha".
É a terceira maior caverna do Paraná e a terceira em biodiversidade do Brasil.

## Aspectos geológicos
A caverna possui 2,8 mil metros de área já explorada com formações geológicas em mármores calcíticos que tem datas estimadas de um bilhão de anos. Em alguns trechos da caverna, esta presente cursos d`agua do rio Ribeirão da Lança.

## Visitação
A caverna é aberta a visitação e possui três entradas distintas, com três trechos diferentes de trajetos. Um destes trechos possui 500 metros de extensão. A segunda entrada possui uma extensão de 1.000 metros e leva para uma cachoeira interna. A terceira entrada possui 1,5 km de extensão e leva ao "salão de festas".